# Нидеркуннерсдорф
Нидеркуннерсдорф (нем. Niedercunnersdorf) — бывшая коммуна в немецкой федеральной земле Саксония. С 1 января 2013 года входит в состав общины Котмар.
Подчиняется административному округу Дрезден и входит в состав района Гёрлиц. На февраль 2013 года население составляло 1088 человек. Занимает площадь 14,17 км². Официальный код — 14 2 86 280.
Коммуна подразделялась на 3 сельских округа.

### Известные личности
- Темпель, Эрнст Вильгельм Леберехт (1821—1889) — астроном, график